# Avenida Democracia (Tucumán)
La Avenida Democracia es una avenida de San Miguel de Tucumán, Tucumán, Argentina. Se extiende en dos tramos, desde avenida de Circunvalación hasta avenida Jujuy, y desde Circunvalación Oeste hasta la diagonal 48/55 Sureste.

## Historia
La avenida fue creada a mediados del Siglo XX, en paralelo a la expansión de la ciudad hacia el sur. Por ello, en este periodo se asentaron barrios como El Gráfico, Hipólito Yrigoyen (Diza), que fueron proyectos de vivienda públicos y privados. En 2011 se construyó el Canal pluvial Pascual Tarulli, aledaño a la avenida para prevenir inundaciones. Entre 2013 y 2014 se pavimentó la avenida desde 9 de Julio hasta la Circunvalación, extendiendo su ancho hasta 9 metros en cada sentido y construyendo una platabanda en el medio. La avenida posee un perfil residencia y comercial.

## Sitios de Interés
A lo largo de esta avenida se desarrollan varios lugares de interés y emblemáticos:
- Mercado de Concentración Frutihortícola de Tucumán
- Comisaría 9°
- Plaza Barrio Diza
- Supermercado Changomás
- Central Térmica Independencia